# Demofonte (Brivio)
Demofonte  (Demofoonte)  es el título de un “dramma per musica” que el italiano Pietro Metastasio (1698 – 1782) escribió como poeta oficial del Emperador de Austria. El texto fue encargado para que sirviera de libreto a la ópera homónima del compositor Antonio Caldara (Venecia, 1670 – Viena, 1736), a la sazón maestro de capilla de la corte imperial de Viena, que dos meses antes había musicado otro texto de Metastasio:  La olimpiada 
La obra, cantada en italiano y dividida en tres actos, se estrenó en Viena con motivo de la onomástica del emperador Carlos VI, el 4 de noviembre de 1733. 

## Estreno
En 1738, el compositor italiano Giuseppe Ferdinando Brivio (Milán, ? – Milán, 1758), retomó el libreto de Metastasio para componer una ópera homónima, en tres actos, que se estrenó en el  Teatro Regio de Turín, el 18 de enero. La escenografía estuvo a cargo de Giovanni Antonio Paglio. 

## Personajes
| Personaje                              | Tesitura   | Reparto el 18 de enero de 1738 Director: Giuseppe Ferdinando Brivio |
| -------------------------------------- | ---------- | ------------------------------------------------------------------- |
| Demofonte, rey de Tracia               | bajo       | Cesare Grandi                                                       |
| Timante, hijo primogénito de Demofonte | castrato   | Giovanni Carestini (Cusanino)                                       |
| Cherinto, hijo menor de Demofonte      | sopranista | Giovanni Battista Mancini                                           |
| Matusio, noble tracio                  | soprano    | Anna Cattarina della Parte                                          |
| Dircea, hija de Matusio                | soprano    | Caterina Visconti                                                   |
| Creusa, princesa frigia                | soprano    | Maddalena Girardini                                                 |
| Adrasto, comandante de la guardia real | contralto  | Margherita Alessandri                                               |
| Olinto, hijo de Timante y Dircea       | sopranista | Giovanni Battista Mancini\|-                                        |

## Argumento
La trama se desarrolla en Tracia, en época mítica.

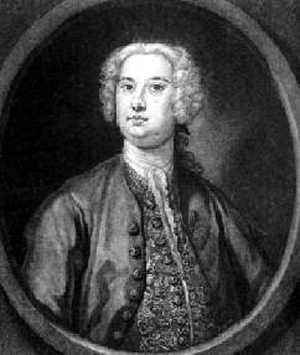
El castrato Giovanni Carestini (c.1740)

El rey de Tracia, Demofonte, pregunta al oráculo de Apolo por cuánto tiempo deberá continuar el rito por el que anualmente se debe de sacrificar una joven doncella a los dioses. El oráculo le da una respuesta desconcertante: “Finché l’innocente usurpatore siederà sul trono” (Hasta que un inocente usurpador se siente en el trono) 
La doncella elegida para ser sacrificada es Dircea, hija del noble Matusio. Sin embargo, todos ignoran que la muchacha se ha desposado secretamente con Timante, primogénito de Demofonte y heredero del trono tracio, y tiene un hijo suyo, Olinto.
Demofonte desea que su primogénito se case con Creusa, una princesa frigia, para lo cual envía a su hijo menor, Cherinto, a Frigia, a buscar a la princesa. Durante el viaje ambos jóvenes se enamoran mutuamente.
Mientras tanto, Dircea intenta huir del reino, pero al ser capturada, Demofonte ordena su inmediato sacrificio. Timante se propone liberar a su esposa, pero su tentativa no tiene éxito y es encarcelado junto a ella.
Demofonte insiste en que Creusa y Timante se unan en matrimonio, pero éste, para evitar la unión, confiesa su vinculación con Dircea, renunciando a su derecho de sucesión a favor de su hermano Cherinto.
Cuando todo está preparado para el sacrificio, se descubre una carta que demuestra que Dircea es en realidad hija de Demofonte, ante lo cual el rey decide suspender la ceremonia. Timante y Dircea quedan horrorizados ante su incesto.
La aparición de un nuevo documento resuelve el problema, pues en él se narra como al nacer, Timante y Dircea fueron por error intercambiados; así pues, Timante no es hijo de Demofonte, sino de Matusio. 
Todo acaba felizmente pues los jóvenes esposos no son hermanos; y así mismo Cherinto ya puede desposarse con Creusa. Demofonte perdona a Timante y al restituirlo como heredero, libera a Dircea de ser sacrificada, pues “un inocente usurpador se sienta en el trono” y el rito del sacrificio anual de una doncella queda abolido.

## Influencia
Metastasio tuvo gran influencia sobre los compositores de ópera desde principios del siglo XVIII a comienzos del siglo XIX. Los teatros de más renombre representaron en este período obras del ilustre italiano, y los compositores musicalizaron los libretos que el público esperaba ansioso. Demofonte fue uno de los que más éxito obtuvieron, pues fue utilizado por más de 70 compositores como libreto para sus óperas.